# فرناندو فيرنانديز
فرناندو فيرنانديز (25 نوفمبر 1971 في أنغولا - ) هو لاعب كرة قدم برتغالي في مركز الوسط. لعب مع نيويورك ريد بولز وConnecticut Wolves ‏ وLong Island Rough Riders ‏.

## وصلات خارجية
- فرناندو فيرنانديز على موقع الدوري الأمريكي (الإنجليزية)
- فرناندو فيرنانديز على موقع قاعدة بيانات كرة القدم.إي يو (الإنجليزية)